# (11755) Paczynski
(11755) Paczynski – planetoida z pasa głównego asteroid okrążająca Słońce w ciągu 3,68 lat w średniej odległości 2,38 au. Została odkryta 24 września 1960 roku przez Cornelisa i Ingrid van Houten na płytach fotograficznych wykonanych w Obserwatorium Palomar przez Toma Gehrelsa. Nazwa planetoidy została nadana na cześć światowej sławy polskiego astronoma Bohdana Paczyńskiego.